# Pădurea Trivale

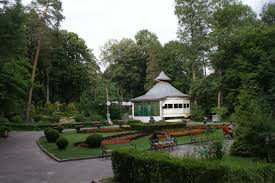
Parcul Trivale

Trivale este o pădure din România, localizată în orașul Pitești din județul Argeș. Parcul Natural Trivale cuprinde o mare parte din pădure. 
În interiorul parcului se află Mănăstirea Trivale.

## Istorie și toponimie
Pădurea Trivale reprezintă o veche întindere împădurită situată în partea de vest a municipiului Pitești, având un rol semnificativ în istoria locală și în cultura argeșeană de-a lungul secolelor. Străbătută de strada Trivale și legată de vechiul drum comunal către Slătioarele, pădurea a fost, până în epoca modernă, cunoscută sub denumirea de „Valea Stăncești” sau „Stăncești.” Denumirea actuală, Trivale, este considerată a proveni de la cele trei văi ale unor pâraie care se întâlnesc în zonă.
Legenda asociază numele pădurii cu un boier localnic, Stancea, și soția sa, Stanca, care locuiau într-un conac amplasat într-o poiană deschisă spre soare. Potrivit tradițiilor locale, aceștia erau recunoscuți pentru generozitatea lor, fiind vizitați frecvent de locuitorii satelor vecine și de cei din Pitești. Conacul lor era adesea menționat de vizitatori, care, întrebând despre destinația lor, răspundeau „La Stăncești,” indicând astfel calea spre gospodăria celor doi. Soții Stancea au ridicat, din grinzi și bârne groase de stejar, un lăcaș modest, ornamentat simplu, conform gustului lor. Înainte de a deceda, ei au închinat acest lăcaș mănăstirii Cotmeana, care, în acea perioadă, era un metoh al mănăstirii Cozia, ctitoria și locul de odihnă veșnică al domnitorului Mircea cel Bătrân.
Pădurea Trivale și-a menținut reputația de loc pitoresc și încărcat de legendă, devenind un spațiu popular de recreere pentru locuitorii orașului. Toponimele legate de această vale și pădure sunt prezente și în prezent în denumiri precum Parcul Trivale, Mănăstirea Trivale, strada Trivale și Trivale Shopping Center. Numele a fost preluat și de criticul literar Ion Trivale (Iosif Netzler, 1884–1916).
La jumătatea secolului al XIX-lea, schitul Trivale a fost vizitat și cercetat de scriitorul și istoricul Alexandru Odobescu, însoțit de pictorul Henric Trenk. Ulterior, pădurea seculară, cu stejari impunători, a atras numeroase personalități culturale, precum poetul Ion Minulescu, scriitorul și gazetarul Tudor Teodorescu-Braniște, criticul Vladimir Streinu și romancierul Liviu Rebreanu, care și-au petrecut adesea timpul pe cărările umbroase ale Trivalei.
De asemenea, zona are un bogat trecut legendar. În timpul călătoriilor sale de la palatul domnesc din Curtea de Argeș către mănăstirea Cozia, domnitorul Mircea cel Bătrân prefera să evite traversarea dealurilor Tigvenilor și Ciofrângenilor, greu accesibile din cauza văilor abrupte și a pădurilor dese. În schimb, acesta alegea să urmeze cursul văii Argeș, o rută mai largă și mai accesibilă, până în apropierea Piteștiului, la Valea Rea, unde ridicase un schit din lemn în primii ani de domnie. De aici, își continua drumul pe Valea Stănceștilor (sau Valea lui Stancea), făcând un popas la lăcașul de cult ridicat de boierul Stancea. După o scurtă odihnă, Mircea cel Bătrân, însoțit de întreaga suită, își relua călătoria călare, îndreptându-se spre mănăstirea Cotmeana, una dintre ctitoriile sale. Călătoria către Cozia era reluată abia după câteva zile, timp în care domnitorul primea audiențe și soluționa plângerile aduse de supușii pe care îi întâlnea pe traseu, înfăptuind astfel dreptatea domnească direct în mijlocul poporului său.
Totodată, valea care străbate pădurea a fost cunoscută pentru numeroasele sale inundații care afectau așezările din vecinătate. Apa se revărsa adesea, formând mlaștini și bălți în zona unde astăzi se află clădirea Teatrului „Al. Davila” din centrul orașului, fenomen ce a influențat configurația localității de-a lungul vremii. De aici, apa se făcea loc printre case și pomi, pe ulițe și poteci întortocheate, îndreptându-se spre Argeș, în albia căruia își pierdea identitatea.
Pădurea Trivale continuă să fie un simbol al Piteștiului, având atât o atracție turistică, cât și o sursă de inspirație culturală, iar istoria sa rămâne adânc întipărită în memoria colectivă a locuitorilor.

## Parcul
Construcția parcului a început în anul 1900 sub comanda arhitectului peisagist Édouard Redont. Copacii ornamentali au fost comandați în Austria de la contele Thedeus Graf Lubenschi. Primăria a comandat de la conte pe data de 16 martie 1902, 25 bucăți brad, 1.000 bucăți pin de Austria, 100 pini rigidă, 25 pini cembra, 100 pini albi, 100 molizi, 20 măslini sălbatici și 100 bucăți paltin. De asemenea, s-au cheltuit însemnate sume de bani cu exproprierea pentru utilitate publică a mai multor terenuri de la diverse persoane, pe care le-a cumpărat primăria.

## Conacul
În Trivale există o casă părăsită, un fost conac. Conform poveștilor, stăpânul acestui conac avea o fată pe care a vrut să o căsătorească cu un bătrân foarte bogat. Fata, însă, iubea un slujitor și a fugit cu acesta chiar în ziua nunții fetei cu bătrânul. Tatăl fetei a pornit în căutarea lor prin pădure. După ce i-a prins, acesta se spune că i-a omorât. De la această întâmplare au început să apară un număr de legende conform cărora pădurea este bântuită.